# Hypokopelates antalus
Hypokopelates antalus är en fjärilsart som beskrevs av Carl Heinrich Hopffer 1855. Hypokopelates antalus ingår i släktet Hypokopelates och familjen juvelvingar. Inga underarter finns listade i Catalogue of Life.